# Wabasha
Wabasha är administrativ huvudort i Wabasha County i Minnesota. Enligt 2010 års folkräkning hade Wabasha 2 521 invånare.

## Kända personer från Wabasha
- Tom Tiffany, politiker